# Casa Benach
La Casa Benach és una obra de Vilanova i la Geltrú (Garraf) protegida com a Bé Cultural d'Interès Local.

## Descripció
Es tracta d'un edifici entre mitgeres fent cantonada amb un gran pati jardí posterior ocupant tot un extrem de mansana. L'immoble consta de tres crugies perpendiculars a façana compost de planta baixa i dues plantes pis. El vestíbul és amb voltes rebaixades i llunetes. L'escala principal, coberta amb claraboia, és a la crugia central. L'escala secundària dona accés a la segona planta. Hi ha un cos complementari en el pati amb una escala exterior. La coberta és plana al tram de la façana principal. Pel que fa a la resta, la coberta és inclinada i de teula.
Les parets de càrrega són de paredat comú i totxo. Hi ha voltes rebaixades amb llunetes al vestíbul. Els forjats són de bigues de fusta i revoltó.
La façana principal és de composició simètrica organitzada segons tres eixos verticals. La planta baixa té tres portals iguals d'arc rebaixat. El primer pis té tres balcons amb llinda i trencaaigües. El segon pis té dos balcons laterals de menor dimensió amb llinda i tres finestres centrals. El coronament està format per una cornisa i barana de terrat. La façana lateral és esglaonada i marca tres cossos.